# Campeonato Mundial de Natação em Piscina Curta de 2021 - 50 m costas feminino
A prova dos 50 metros nado costas feminino do Campeonato Mundial de Natação em Piscina Curta de 2021 foi disputado entre 19 e 20 de dezembro de 2021, na Etihad Arena, em Abu Dhabi, nos Emirados Árabes Unidos.

## Recordes
Antes desta competição, os recordes mundiais e do campeonato nesta prova eram os seguintes:
|                       | Nome            | Nacionalidade | Tempo | Local                | Data                                         |
| --------------------- | --------------- | ------------- | ----- | -------------------- | -------------------------------------------- |
| Recorde mundial       | Kira Toussaint  | Países Baixos | 25.60 | Budapeste Amesterdão | 14 de novembro de 202018 de dezembro de 2020 |
| Recorde do campeonato | Etiene Medeiros | Brasil        | 25.67 | Doha                 | 7 de dezembro de 2014                        |

Os seguintes recordes mundiais ou do campeonato foram estabelecidos durante esta competição:
| Data           | Evento | Nome            | Nacionalidade | Tempo | Notas |
| -------------- | ------ | --------------- | ------------- | ----- | ----- |
| 20 de dezembro | Final  | Maggie Mac Neil | Canadá        | 25.27 | ,     |

## Medalhistas
| Ouro                  | Prata             | Bronze               |
| Maggie Mac Neil (CAN) | Kylie Masse (CAN) | Louise Hansson (SWE) |

## Resultados

### Eliminatórias
As eliminatórias ocorreram dia 19 de dezembro com um total de 55 nadadoras.
| Colocação | Bateria | Raia | Nadadora                | Nacionalidade                   | Tempo | Notas            |
| --------- | ------- | ---- | ----------------------- | ------------------------------- | ----- | ---------------- |
| 1         | 6       | 4    | Maggie Mac Neil         | Canadá                          | 25.98 | Q                |
| 2         | 6       | 5    | Louise Hansson          | Suécia                          | 26.27 | Q                |
| 3         | 5       | 4    | Kylie Masse             | Canadá                          | 26.30 | Q                |
| 3         | 7       | 4    | Kira Toussaint          | Países Baixos                   | 26.30 | Q                |
| 5         | 7       | 3    | Maaike de Waard         | Países Baixos                   | 26.39 | Q                |
| 5         | 7       | 5    | Analia Pigrée           | França                          | 26.39 | Q                |
| 7         | 5       | 3    | Simona Kubová           | Chéquia                         | 26.44 | Q                |
| 8         | 6       | 3    | Silvia Scalia           | Itália                          | 26.50 | Q                |
| 9         | 7       | 2    | Hanna Rosvall           | Suécia                          | 26.52 | Q                |
| 10        | 5       | 6    | Caroline Pilhatsch      | Áustria                         | 26.77 | Q                |
| 11        | 7       | 6    | Holly Barratt           | Austrália                       | 26.84 | Q                |
| 12        | 6       | 1    | Mary-Ambre Moluh        | França                          | 27.15 | Q                |
| 13        | 5       | 2    | Danielle Hill           | Irlanda                         | 27.17 | Q                |
| 13        | 7       | 9    | Peng Xuwei              | China                           | 27.17 | Q                |
| 15        | 5       | 5    | Julie Kepp Jensen       | Dinamarca                       | 27.25 | Q                |
| 16        | 6       | 2    | Daryna Zevina           | Ucrânia                         | 27.26 | Q                |
| 17        | 7       | 7    | Ekaterina Avramova      | Turquia                         | 27.35 |                  |
| 18        | 5       | 1    | Stephanie Au            | Hong Kong                       | 27.45 |                  |
| 18        | 5       | 7    | Nina Stanisavljević     | Sérvia                          | 27.45 | =                |
| 20        | 6       | 7    | Anastasiya Kuliashova   | Bielorrússia                    | 27.50 |                  |
| 21        | 5       | 9    | Chloe Isleta            | Filipinas                       | 27.62 | Recorde nacional |
| 22        | 5       | 8    | Nina Kost               | Suíça                           | 27.87 |                  |
| 23        | 7       | 8    | Laura Riedemann         | Alemanha                        | 28.00 |                  |
| 24        | 7       | 1    | Daria Ustinova          | Federação Russa de Natação      | 28.44 |                  |
| 25        | 6       | 0    | Marie Khoury            | Líbano                          | 29.13 | Recorde nacional |
| 26        | 4       | 7    | Sarah Szklaruk          | Chile                           | 29.16 | Recorde nacional |
| 27        | 6       | 9    | Ridhima Veerendrakumar  | Índia                           | 29.45 |                  |
| 28        | 1       | 5    | Lauren Hew              | Ilhas Caimã                     | 29.58 |                  |
| 29        | 4       | 3    | Colleen Furgeson        | Ilhas Marshall                  | 29.76 | Recorde nacional |
| 30        | 4       | 4    | Nubia Adjei             | Gana                            | 30.09 |                  |
| 31        | 4       | 1    | Kimberly Ince           | Granada                         | 30.30 |                  |
| 32        | 4       | 6    | Aaliyah Palestrini      | Seicheles                       | 30.34 |                  |
| 33        | 4       | 0    | Bisma Khan              | Paquistão                       | 30.37 |                  |
| 34        | 4       | 8    | Salome Nikolaishvili    | Geórgia                         | 30.60 |                  |
| 35        | 4       | 5    | Noor Yussuf Abdulla     | Bahrein                         | 30.64 |                  |
| 36        | 3       | 4    | Ganga Senavirathne      | Sri Lanka                       | 30.92 |                  |
| 37        | 2       | 6    | Arianis Martínez        | Panamá                          | 31.08 |                  |
| 38        | 4       | 9    | Jovana Kuljača          | Montenegro                      | 31.34 |                  |
| 39        | 3       | 2    | Avice Meya              | Uganda                          | 31.35 |                  |
| 40        | 3       | 5    | Denise Donelli          | Moçambique                      | 31.37 |                  |
| 41        | 3       | 6    | Naima Hazell            | Santa Lúcia                     | 32.00 |                  |
| 42        | 1       | 3    | Erina Idrizaj           | Kosovo                          | 32.04 |                  |
| 43        | 2       | 1    | Kevern da Silva         | São Vicente e Granadinas        | 32.17 |                  |
| 44        | 3       | 3    | Lindsay Barr            | Ilhas Virgens Americanas        | 32.33 |                  |
| 45        | 2       | 8    | Arleigha Hall           | Turcas e Caicos                 | 32.70 |                  |
| 46        | 3       | 9    | Hamna Ahmed             | Maldivas                        | 32.78 |                  |
| 47        | 3       | 1    | Patrice Mahaica         | Guiana                          | 32.91 |                  |
| 48        | 3       | 7    | Jennifer Harding-Marlin | São Cristóvão e Neves           | 33.57 |                  |
| 49        | 3       | 0    | Noelani Day             | Tonga                           | 33.75 |                  |
| 50        | 2       | 2    | Shoko Litulumar         | Marianas Setentrionais          | 33.85 |                  |
| 51        | 2       | 7    | Jourdyn Adams           | Estados Federados da Micronésia | 33.95 |                  |
| 52        | 2       | 3    | Daniella Nafal          | Palestina                       | 34.11 |                  |
| 53        | 2       | 4    | Leena Mohamedahmed      | Sudão                           | 41.78 |                  |
| 54        | 2       | 5    | Kanu Isha               | Serra Leoa                      | 44.23 |                  |
| 55        | 1       | 4    | Sabrina Ikromova        | Tajiquistão                     | 44.36 |                  |
| 56        | 3       | 8    | Ria Save                | Tanzânia                        | DNS   |                  |
| 56        | 4       | 2    | Timipame-ere Akiayefa   | Nigéria                         | DNS   |                  |
| 56        | 5       | 0    | Lucy Hope               | Reino Unido                     | DNS   |                  |
| 56        | 6       | 6    | Elena Di Liddo          | Itália                          | DNS   |                  |
| 56        | 6       | 8    | Rhyan White             | Estados Unidos                  | DNS   |                  |
| 56        | 7       | 0    | Fanny Teijonsalo        | Finlândia                       | DNS   |                  |

### Semifinal
A semifinal ocorreu dia 19 de dezembro.
| Colocação | Bateria | Raia | Nadadora           | Nacionalidade | Tempo | Notas |
| --------- | ------- | ---- | ------------------ | ------------- | ----- | ----- |
| 1         | 1       | 4    | Louise Hansson     | Suécia        | 25.83 | Q,    |
| 2         | 2       | 5    | Kylie Masse        | Canadá        | 25.84 | Q, =  |
| 3         | 2       | 4    | Maggie Mac Neil    | Canadá        | 25.92 | Q     |
| 4         | 2       | 3    | Maaike de Waard    | Países Baixos | 25.97 | Q     |
| 5         | 1       | 3    | Analia Pigrée      | França        | 26.07 | Q     |
| 6         | 2       | 8    | Julie Kepp Jensen  | Dinamarca     | 26.25 | Q     |
| 7         | 1       | 2    | Caroline Pilhatsch | Áustria       | 26.29 | Q     |
| 8         | 2       | 7    | Holly Barratt      | Austrália     | 26.38 | Q     |
| 9         | 2       | 2    | Hanna Rosvall      | Suécia        | 26.39 |       |
| 10        | 1       | 5    | Kira Toussaint     | Países Baixos | 26.43 |       |
| 11        | 1       | 6    | Silvia Scalia      | Itália        | 26.46 |       |
| 12        | 2       | 6    | Simona Kubová      | Chéquia       | 26.53 |       |
| 13        | 1       | 1    | Peng Xuwei         | China         | 26.86 |       |
| 14        | 2       | 1    | Danielle Hill      | Irlanda       | 26.88 |       |
| 15        | 1       | 7    | Mary-Ambre Moluh   | França        | 27.00 |       |
| 16        | 1       | 8    | Daryna Zevina      | Ucrânia       | 27.20 |       |

### Final
A final foi realizada em 20 de dezembro.
| Colocação         | Raia | Nadadora           | Nacionalidade | Tempo | Notas            |
| ----------------- | ---- | ------------------ | ------------- | ----- | ---------------- |
| Medalha de ouro   | 3    | Maggie Mac Neil    | Canadá        | 25.27 | Recorde mundial  |
| Medalha de prata  | 5    | Kylie Masse        | Canadá        | 25.62 |                  |
| Medalha de bronze | 4    | Louise Hansson     | Suécia        | 25.86 |                  |
| 4                 | 2    | Analia Pigrée      | França        | 25.96 | Recorde nacional |
| 5                 | 6    | Maaike de Waard    | Países Baixos | 25.99 |                  |
| 6                 | 1    | Caroline Pilhatsch | Áustria       | 26.05 |                  |
| 7                 | 8    | Holly Barratt      | Austrália     | 26.18 |                  |
| 8                 | 7    | Julie Kepp Jensen  | Dinamarca     | 26.50 |                  |

Legenda
| Recorde mundial       | Recorde mundial (World record)               |                       | Recorde africano                      | Recorde africano (African) |                                           | Q | Classificado por posição (Qualified) |
| Recorde do campeonato | Recorde do campeonato (Championship record)  | Recorde da América    | Recorde da América (Americas)         | q                          | Classificado por melhor tempo (Qualified) |   |                                      |
| Melhor marca do ano   | Melhor marca do ano (World leading)          | Recorde asiático      | Recorde asiático (Asian)              | DNS                        | Não largou (Did not start)                |   |                                      |
| Recorde nacional      | Recorde nacional (National record)           | Recorde europeu       | Recorde europeu (European)            | DNF                        | Não terminou (Did not finish)             |   |                                      |
| Recorde pessoal       | Recorde pessoal do atleta (Personal best)    | Recorde da Oceania    | Recorde da Oceania (Oceania)          | DSQ / DQ                   | Desclassificado (Disqualified)            |   |                                      |
| Recorde da temporada  | Recorde da temporada do atleta (Season best) | Recorde sul-americano | Recorde sul-americano (South America) | NM                         | Sem marca (No mark)                       |   |                                      |